# Pupilla pratensis
Pupilla pratensis är en snäckart som först beskrevs av Clessin 1871.  Pupilla pratensis ingår i släktet Pupilla, och familjen puppsnäckor. Arten är reproducerande i Sverige.